# Drobin
Drobin este un oraș în Polonia.